# Ludwig Kroll
Ludwig Kroll (* 16. Juli 1915 in Baden-Baden; † 14. September 1989 in Mainz) war ein deutscher Politiker der CDU.

## Leben und Beruf
Nach dem Besuch der Oberrealschule und der Höheren Handelsschule in Baden-Baden absolvierte Kroll von 1932 bis 1935 eine Buchhändlerlehre. Bereits seit 1931 engagierte er sich in der evangelischen Jugend und war Mitbegründer des CVJM in Baden-Baden. Nachdem er zunächst im Buchhandel gearbeitet hatte, wechselte er 1937 in das Verlagswesen. Von 1940 bis 1945 nahm er als Soldat am Zweiten Weltkrieg teil.
1946 wurde Kroll Teilhaber einer Buchhandlung in Baden-Baden, die er 1951 komplett übernahm. 
1963 wurde er Stellvertretender Leiter der Abteilung Programmauswertung und Medienforschung des Zweiten Deutschen Fernsehens, leitete dort seit 1969 das auf seine Initiative neu begründete Historische Archiv und war von 1973 bis zu seiner Pensionierung 1979 Leiter des Zentralarchivs.
Kroll war Mitglied der Landessynode der Evangelischen Landeskirche in Baden (1953–1959), gehörte dem Beirat des Heimatbundes Badnerland an und war 1958 bis 1967 Kreisvorsitzender des Kuratoriums Unteilbares Deutschland in Baden-Baden.
Zwischen 1970 und 1978 gehörte Kroll dem Bundesvorstand der Vereinigung der Rundfunk-, Film- und Fernsehschaffenden an. 
Seit 1970 war er Mitglied und zwischen 1973 und 1979 auch Stellvertretender Vorsitzender des Studienkreises Rundfunk und Geschichte.
Kroll war verheiratet und hatte drei Kinder.

## Partei
Kroll war seit 1948 stellvertretender Kreisvorsitzender der BCSV (späterer badischer Landesverband der CDU) in Baden-Baden. 1951 wurde er in den Landesvorstand gewählt und seit 1952 war er CDU-Landesvorsitzender für Baden.

## Abgeordneter
Zwischen 1946 und 1959 war Kroll Stadtrat in Baden-Baden. Er gehörte dem Deutschen Bundestag von 1953 bis 1961 an, wo er den Wahlkreis Rastatt vertrat. 